# Сръбско военно гробище (Битоля)
Сръбското военно гробище в Битоля е създадено след Балканските войни. Разположено е в южната част на града, като продължение на Буковските православни гробища.
В него са погребани над 3000 сръбски войници и офицери. След края на Първата световна война през 1926 година 1321 сръбски войници и офицери са погребани в обща костница, проектирана от видния архитект Момир Корунович.